# Paolo Cornaglia Ferraris

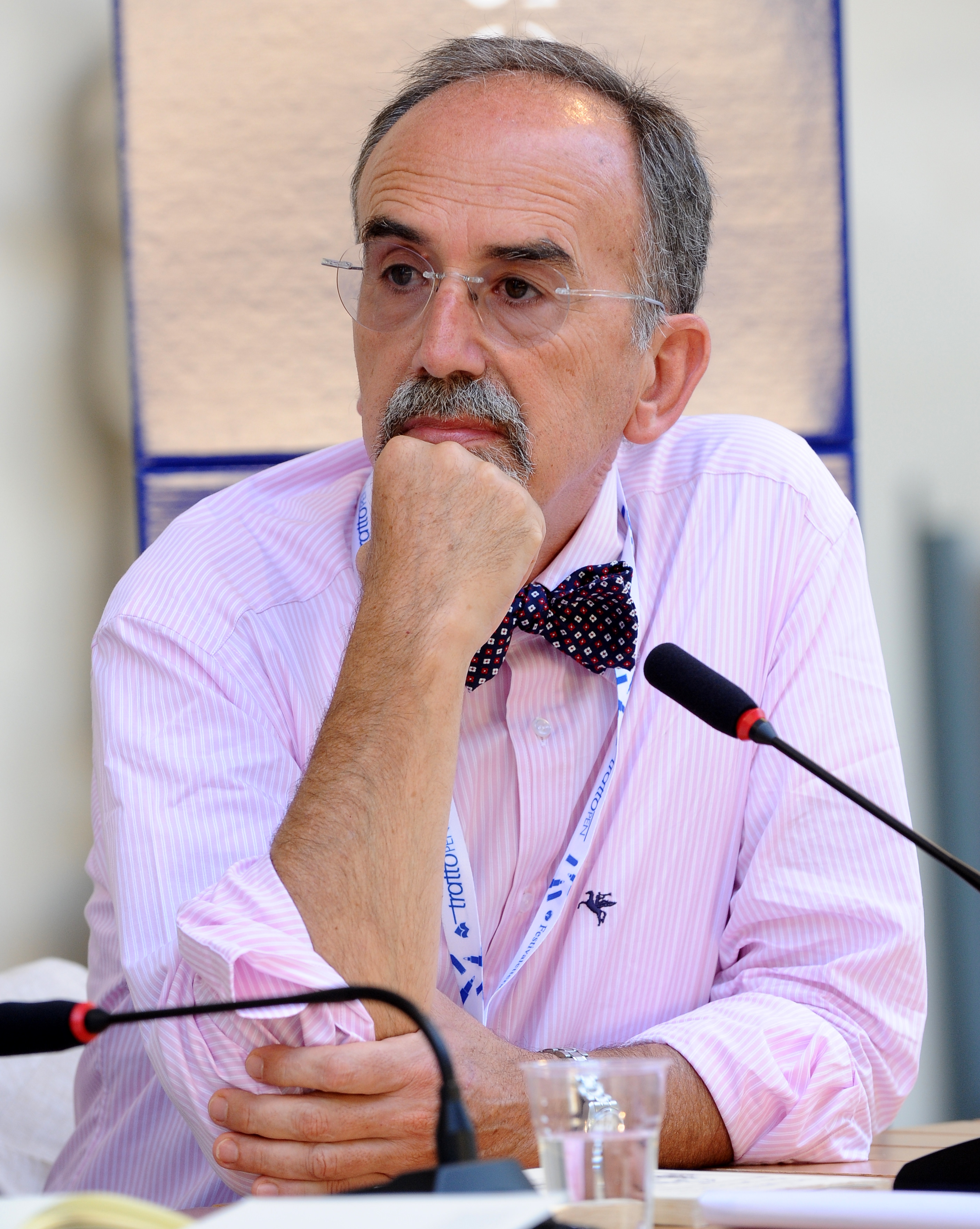
Paolo Cornaglia Ferraris

Paolo Cornaglia Ferraris (Cagliari, 19 febbraio 1952) è un medico, giornalista e saggista italiano, specializzato in pediatria e emato-oncologia.

## Biografia
Nato a Cagliari nel febbraio del 1952, Laureato in Medicina e Chirurgia all'Università di Genova nel 1976, specializzato in Ematologia clinica e di laboratorio nella stessa Facoltà tre anni dopo, specializzato in Pediatria nel 1984, è stato dirigente all'Ospedale Gaslini di Genova per vent'anni, ha lavorato per tre anni nella ricerca farmacologica in USA per lo sviluppo di una famiglia di nuove molecole dalle quali è poi stato derivato il Valaciclovir. Ha fondato nel 2000 la ONLUS Camici & Pigiami e aperto nel 2003 un ambulatorio gratuito per bambini clandestini nei vicoli della vecchia Genova. Dal 1999 è editorialista del quotidiano La Repubblica per il quale cura la rubrica "camici e pigiami" nell'inserto Salute. Direttore della collana "Io sento diverso" delle Edizioni Centro Studi Erickson https://www.youtube.com/watch?v=jGYiWgjlYJ0 è membro del Comitato Scientifico dello stesso Centro per il Congresso biennale sull'Autismo.
Attualmente è Direttore Scientifico della Fondazione Tender to Nave Italia ONLUS (www.naveitalia.org), dedicata alla qualità di vita delle persone con disagio fisico, psichico, familiare o sociale.

## Opere
Autore di pubblicazioni e monografie scientifiche in ambito medico, ha inoltre scritto saggi e romanzi:
- Camici e pigiami. Le colpe dei medici nel disastro della sanità italiana, Ed. Laterza, Roma Bari, 1999;
- Pigiami e camici. Cosa sta cambiando nella sanità italiana Ed. Laterza Roma Bari 2000
- La salute non ha prezzo? Ed. Laterza Roma Bari 2001
- Il Sindaco, Fratelli Frilli Editori, 2001
- Un Cappuccino e un cornetto ad Alassio, Fratelli Frilli Editori 2002
- Il buon medico, chi come e dove Laterza Ed 2002
- La Salute non ha prezzo? Laterza Ed 2003
- Primari a delinquere? Fratelli Frilli Editori, 2003.
- Pediatri di strada, Il Pensiero Scientifico Editore, Roma 2006.
- Io sento diverso, Erickson Ed., 2006
- Con Eugenio Picano ha scritto: Malati di spreco. Il paradosso della sanità italiana, Laterza, Roma-Bari 2004.
- La Casta Bianca Mondadori 2008
- Dicono che sono Asperger, Erickson Ed 2009
- Accanimento di Stato, Piemme Ed. aprile 2012
- Cura del corpo, Asmepa Edizioni, 2013
- Cervelli Soldi Medicine,Come Raymond F. Schinazi ha inventato il rimedio contro l'epatite C e perché tanti malati non possono ancora curarsi LSWR Edizioni 2018
- Il tesoro di Nur. La singolare storia di Giuseppe Pilia e del DNA d'Ogliastra. Edizioni Il Maestrale, 2019
- Ecco Perché sono Asperger. Edizioni Erickson 2019
- Down dove ci porta il cuore. Storia di chi ha curato il cuore dei bambini con trisomia 21. Il Pensiero Scientifico Editore, 2020